# Timonius elegans
Timonius elegans är en måreväxtart som beskrevs av Steven P. Darwin. Timonius elegans ingår i släktet Timonius och familjen måreväxter. Inga underarter finns listade i Catalogue of Life.